# Furieuse
Die Furieuse ist ein Fluss in Frankreich im Département Jura der Region Bourgogne-Franche-Comté. Er entspringt als Ruisseau de Pré d’Héry im Gemeindegebiet von Pont-d’Héry, wird schon unterhalb von Chaux-Champigny Furieuse genannt und fließt generell in Richtung Norden bis Nordwesten. Er mündet nach rund 19 Kilometern im Gemeindegebiet von Rennes-sur-Loue fast gegenläufig von links und Süden in die Loue.

## Zuflüsse
- Ruisseau de Gouaille, von rechts in Bracon
- Vache, von links nordöstlich von Marnoz

## Orte am Fluss
- Chaux-Champagny
- Bracon
- Salins-les-Bains
- La Chapelle-sur-Furieuse
- Rennes-sur-Loue